# Oberwichtrach
Oberwichtrach (toponimo tedesco) è una frazione del comune svizzero di Wichtrach, nel Canton Berna (regione di Berna-Altipiano svizzero, circondario di Berna-Altipiano svizzero).

## Storia

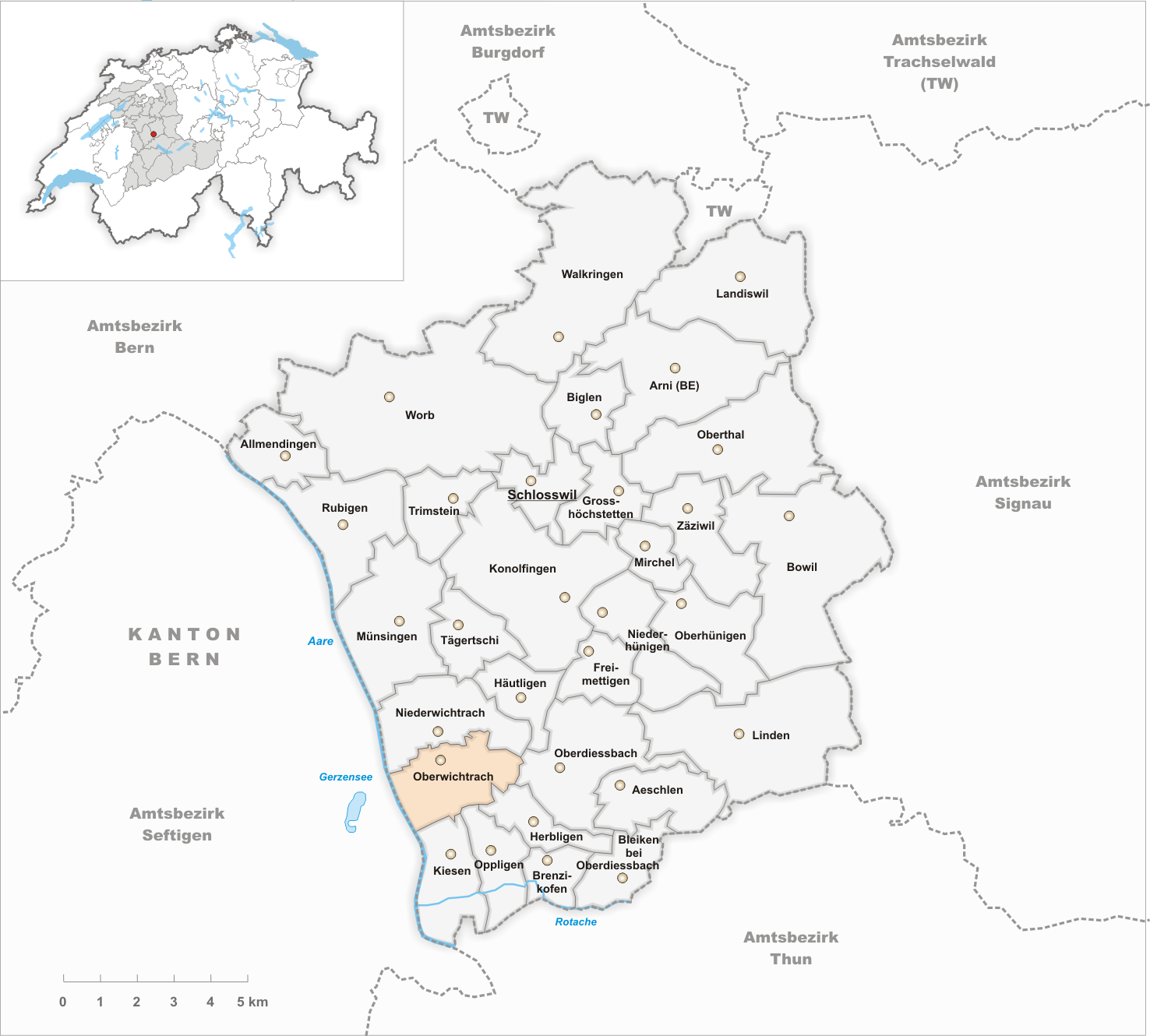
Il territorio del comune di Oberwichtrach prima degli accorpamenti comunali del 2004

Già comune autonomo appartenente al distretto di Konolfingen e che comprendeva anche le frazioni di Niederwil, Oberwil, Station e Stockeren, nel 2004 è stato accorpato all'altro comune soppresso di Niederwichtrach per formare il nuovo comune di Wichtrach.

## Monumenti e luoghi d'interesse
- Chiesa riformata (già di San Maurizio), attestata dal 1180 e ricostruita nel 1745[1].

## Società

### Evoluzione demografica
L'evoluzione demografica è riportata nella seguente tabella:
Abitanti censiti

## Amministrazione
Ogni famiglia originaria del luogo fa parte del cosiddetto comune patriziale e ha la responsabilità della manutenzione di ogni bene ricadente all'interno dei confini del comune.